# 成田市立公津の杜中学校
成田市立公津の杜中学校（なりたしりつ こうづのもりちゅうがっこう）は、千葉県成田市公津の杜にある公立中学校。

## 歴史
- 2013年に成田市立西中学校より分離独立開校。
- 2020年に新型コロナウイルスの影響で臨時休校。

## 通学区域
- 成田市[3]
  - 大袋の一部，江弁須の一部，並木町，飯仲，宗吾2丁目の一部，公津の杜1丁目，公津の杜2丁目，公津の杜3丁目，公津の杜4丁目，公津の杜5丁目，公津の杜6丁目

## 交通
- 京成電鉄本線宗吾参道駅下車徒歩10分。